# Holm Westend 69ers
Die Holm Westend 69'ers sind die Baseball- und Softballabteilung des TSV Holm aus Holm.

## Mannschaften
Die Westend 69'ers haben sechs Mannschaften: eine Damenmannschaft und zwei Herrenmannschaften eine Junioren-, eine Jugend-, sowie eine Schülermannschaft, die am Spielbetrieb des Schleswig-Holsteinischen Baseball- und Softballverbandes (SHBV) teilnehmen. Darüber hinaus hat sich eine Softball-Slowpitch-FUN-Truppe zusammengefunden.
Die erfolgreichste Mannschaft ist die erste Damenmannschaft, die schon mehrere Jahre in der Softball-Bundesliga in der Nordstaffel gespielt hat. Außerdem spielte die erste Herrenmannschaft von 2017 bis 2022 in der 2.Bundesliga.

## Namensgebung
Der Name des Vereins leitet sich aus dem Standort des Heimatortes Holm ab, der sich westlich (am „Westend“) von Hamburg befindet. Die Zahl „69“ wurde aus dem Grund gewählt, da der durchschnittliche Jahrgang (Geburtsjahr) der Gründungsmitglieder 1969 war.

## Turniere
Die Westend 69'ers veranstalten jedes Jahr das Pfingstturnier, das im Jahr 2017 sein 25. Jubiläum feierte. Das Turnier findet auf der Rasenanlage der Sportstätten in Holm mit meist internationaler Beteiligung statt.